# Al Kiger
Alan „Al“ Kiger (* 19. Juni 1932 in Muncie (Indiana); † 20. Juli 2013) war ein US-amerikanischer Jazz-Trompeter, Komponist und Arrangeur.
Kiger graduierte an der Muncie Burris High School, studierte von 1950 bis 1952 an der University of Michigan und wechselte dann zur Indiana University, wo er 1956 den Bachelor erwarb. Neben seinem Studium wirkte er an Jamsessions mit Kommilitonen wie David Baker, Al Cobine, Jerry Coker und anderen mit. In dieser Zeit entstanden auch erste Aufnahmen mit Al Cobine und Jerry Coker. 
1959/1960 besuchte er die Lennox School of Jazz in Massachusetts. In diese Zeit fällt seine Mitgliedschaft in Ensembles seines Lehrers George Russell. Kiger wirkte Anfang der 1960er Jahre bei insgesamt acht Alben von Russell (wie Stratusphunk) und von John Lewis (Golden Striker) mit. In den nächsten zwanzig Jahren arbeitete er als Studiomusiker, so für Henry Mancini, Andy Williams und Johnny Mathis. Ab 1980 spielte er in Cincinnati als Trompeter und Arrangeur mit der Blue Wisp Big Band, die von John von Ohlen gegründet worden war. In seinen späteren Jahren gab Kiger die aktive Musikerlaufbahn auf und konzentrierte sich auf das Komponieren und Arrangieren.